# Akemi Okamura
Akemi Okamura (jap. 岡村 明美 Okamura Akemi; ur. 12 marca 1969) – japońska seiyū i aktorka dubbingowa związana z firmą Mausu Promotion.

## Wybrane role głosowe
- 1992: Calimero – Priscilla
- 1995: Tajemnica przeszłości – Yuiren
- 1997: Clamp Gakuen tanteidan – Nokoru Imonoyama
- 1998: The Adventures of Mini-Goddess – Belldandy (odc. 1-13)
- 1998: Vampire Princess Miyu – Yui-Li
- 1998–2014: Pokémon –
  - Lindow Murasame,
  - Michelle,
  - Lilian,
  - Saturn,
  - Lindsay
- 1999: Zapiski detektywa Kindaichi –
  - Hazuki Mogami,
  - Leona Kirishima
- 1999: Great Teacher Onizuka – Anko Uehara
- 1999–2017: One Piece –
  - Nami,
  - Sue,
  - Gombe,
  - Aphelandra,
  - Cocoa,
  - młody Vinsmoke Yonji
- 2000: Hajime no Ippo – Reiko Mikami
- 2001: Fruits Basket –
  - chłopiec,
  - młody Hatsuharu Soma,
  - Mii
- 2002: Tokyo Mew Mew –
  - Anzuko Doumyouji,
  - Anko
- 2003: Ashita no Nadja – Zabine
- 2005: Noein – Asuka Kaminogi
- 2005: Monster –
  - Anna,
  - Tomasz
- 2006: Colourcloud Palace – Shusui
- 2006: Jigoku shōjo – Minato Fujie
- 2006: Ognistooka Shana – Mathilde Saint-Omer
- 2006: Nana – Nao Komatsu
- 2006: Futari wa Pretty Cure Splash Star – Foop
- 2006: Mushishi – Kaji
- 2007: D.Gray-man – Claudia
- 2007: Devil May Cry – Elise
- 2007: Lovely Complex – Risa Koizumi
- 2007: Rental Magica – Minagi Shinogi
- 2008: Księga Przyjaciół Natsume – Hinoe
- 2008: Majin Tantei Nōgami Neuro – Sakura Tsuyuki
- 2009: Detektyw Conan – Yasue Taira
- 2009: Yu-Gi-Oh! 5D’s – Barbara
- 2010: Kuragehime – Mayaya
- 2011: Anpanman – Kokurageman
- 2012: Jak zostałam bóstwem!? – Kamehime
- 2012: Kidō Senshi Gundam AGE – Ayla Rose
- 2014: Happiness Charge Pretty Cure! – Hoshīwa
- 2016: ERASED – Akemi Hinazuki
- 2019: The Morose Mononokean II – Aoi
- 2022: One Piece Film: Red